# Майский сельский совет (Синельниковский район)
Майский сельский совет (укр. Майська сільська рада) — входил в состав Синельниковского района Днепропетровской области Украины.
Административный центр сельского совета находился в селе Майское.
В мае 2017 года объединился с Зайцевским и Кислянским сельсоветами в Зайцевскую сельскую территориальную общину, исключён из учётных данных 15 ноября того же года.

## Населённые пункты совета
- с. Майское
- с. Казачий Гай
- с. Максимовка
- с. Новое
- с. Новониколаевка
- с. Романовка